# Black Fender
"Black Fender" är en engelskspråkig singel av den svenska sångaren Hans Edler, gjord som en hyllning till Ricky Nelson. Han framträdde med sången under sin liveturné "Hans Edler meets Ricky Nelson" i december 2006. Dock släpptes låten inte som singel förrän i september 2010, där den första veckan gick upp i toppen av Sverigetopplistan.

## Topplistor
| Topplista (2010)  | Högsta position |
| ----------------- | --------------- |
| Sverigetopplistan | 1               |